# Bertil Tallberg
Bertil Tallberg (Hèlsinki, 17 de setembre de 1883 - Hèlsinki, 20 d'abril de 1963) va ser un regatista finlandès que va competir a començaments del segle xx. Era germà de Gunnar Tallberg, avi d'Henrik Tallberg, Johan Tallberg i Peter Tallberg; i besavi de Mathias Tallberg, tots ells esportistes olímpics.
El 1912 va prendre part en els Jocs Olímpics d'Estocolm, on va guanyar la medalla de bronze en la categoria de 8 metres del programa de vela. Tallberg navegà a bord del Lucky Girl junt a Arthur Ahnger, Emil Lindh, Gunnar Tallberg i Georg Westling.